# 6 de noviembre
El 6 de noviembre es el 310.º (tricentésimo décimo) día del año en el calendario gregoriano y el 311.º en los años bisiestos. Quedan 55 días para finalizar el año.
Stranger Things Day.

## Acontecimientos
- 355: en Francia, el emperador romano Constancio II eleva a su primo Juliano el Apóstata al rango de César, dándole el gobierno de la prefectura de los galos.
- 1153: en Inglaterra, la paz de Wallingford pone fin a la guerra civil inglesa entre la emperatriz Matilde y Esteban de Blois.
- 1519: en México, Hernán Cortés y el ejército español se aposentan en Iztapalapa, antesala de Tenochtitlan.
- 1524: en Colombia, el conquistador español Rodrigo Galván de Bastidas funda la aldea de Santa Marta, la primera localidad establecida por los españoles en esa región.
- 1528: en Estados Unidos, el conquistador español Álvar Núñez Cabeza de Vaca naufraga en el golfo de México y es el primer europeo conocido que pone pie en Texas.
- 1617: en España se firma la paz de Madrid, que pone fin a la guerra de Gradisca entre la República de Venecia y el imperio Habsburgo.
- 1667: en Múnich (Alemania) se estrena el drama musical Le pretensioni del sole, de Johann Caspar Kerll.
- 1789: en Roma, el papa Pío VI nombra al sacerdote John Carroll como primer obispo católico de Estados Unidos.
- 1809: en Buenos Aires, el virrey Baltasar Hidalgo de Cisneros decreta el libre comercio en el Virreinato del Río de la Plata.
- 1813: en el Congreso de Chilpancingo (México), el sacerdote José María Morelos declara formalmente la independencia del dominio español, al promulgarse el Acta Solemne de la Declaración de Independencia de la América Septentrional.
- 1817: en Brasil, Pedro I (Pedro IV de Portugal) se casa con María Leopoldina de Austria.
- 1836: en Brasil, Bento Gonçalves da Silva es nombrado presidente de la República Farroupilha.
- 1844: República Dominicana adopta su primera constitución después de haberse independizado de Haití el 27 de febrero.
- 1860: en los Estados Unidos, Abraham Lincoln es el primer republicano en ser elegido presidente (n.º 16).
- 1861: en el marco de la guerra civil estadounidense, Jefferson Davis es elegido presidente de los Estados Confederados de Norteamérica.
- 1869: en Nueva Brunswick (Nueva Jersey, Estados Unidos) se juega el primer partido intercolegial de fútbol americano (Rutgers: 6, Princeton: 4).
- 1873: en los Estados Unidos se funda el Halifax Rugby League Football Club.
- 1878: en Argentina, las tropas del teniente coronel Conrado Villegas capturan al cacique Pincén.
- 1881: el presidente peruano Francisco García Calderón es secuestrado y deportado a Chile en el blindado Almirante Cochrane, con lo que termina su participación en los acontecimientos como presidente del Perú.
- 1887: en Glasgow (Escocia) se funda el Celtic Football Club
- 1888: en los Estados Unidos, el candidato demócrata Grover Cleveland gana el voto popular, pero pierde en el colegio electoral ante el republicano Benjamin Harrison.
- 1888: en Brasil, en su segunda visita a la Basílica de Aparecida, la princesa Isabel de Brasil (1846-1921) ofrece a la estatua de la Virgen una corona de oro engarzada de diamantes y rubíes, junto con un manto azul.
- 1891: en Chile, Jorge Montt es elegido presidente.
- 1892: en Italia se desarrollan las elecciones políticas generales para la 18.º legislatura.
- 1899: en Ecuador, Santo Domingo es reconocida como poblado.
- 1900: en los Estados Unidos, el candidato republicano William McKinley es reelegido presidente tras derrotar al demócrata William Jennings Bryan.
- 1903: en Argentina, el perito Francisco Pascasio Moreno dona para la fundación del primer parque nacional tres leguas de los terrenos en la Patagonia que le fueron adjudicadas por sus trabajos en la frontera con Chile.
- 1911: en México, Francisco Madero asume la presidencia.
- 1913: Mahatma Gandhi es arrestado mientras lidera la marcha de mineros indios en Sudáfrica.
- 1917: en Passchendaele (Bélgica), en el marco de la Primera Guerra Mundial, después de tres meses de terrible lucha, fuerzas canadienses vencen en la Tercera batalla de Ypres.
- 1917: en Rusia, la lucha entre los bolcheviques insurrectos y las tropas zaristas rusas se extiende a los puntos estratégicos de San Petersburgo. Comienza la Revolución rusa.
- 1919: en Rumania se funda la Sighişoara, organización política relacionada con el Partido Alemán.
- 1928: en Francia dimite el gobierno de Raymond Poincaré.
- 1928: en los Estados Unidos, el candidato republicano Herbert Hoover es elegido presidente tras derrotar al demócrata Alfred E. Smith.
- 1928: en Suecia comienza la tradición de comer pastelitos Gustavo Adolfo para conmemorar al rey (que falleció en esta fecha en 1632).
- 1932: en Alemania se realizan las octavas elecciones parlamentarias, y los alemanes van a las urnas por cuarta vez en ese año. El Partido Nazi continúa siendo el más votado, pero sigue siendo incapaz de alcanzar la mayoría parlamentaria.
- 1934: el Partido Demócrata, encabezado por Franklin Delano Roosevelt, gana las elecciones al Congreso de los Estados Unidos.
- 1935: en Nueva York (Estados Unidos), el ingeniero Edwin Armstrong presenta su trabajo Método para reducir interferencias en la señales de radio por medio de un sistema de modulación de frecuencia. (Ver frecuencia modulada).
- 1935: en Brooklands (Inglaterra), el prototipo K5083 del Hawker Hurricane realiza su primer vuelo pilotado por el capitán George P. W. S. Bulman.
- 1936: en el contexto de la guerra civil española, el gobierno republicano de Francisco Largo Caballero se traslada a la ciudad de Valencia, y crea la Junta de Defensa de Madrid para la defensa de la capital.
- 1939: en el marco de la Segunda Guerra Mundial, sucede el Sonderaktion Krakau.
- 1939: en los Estados Unidos debuta el Hedda Hopper Show, con la experta en chismes de Hollywood Hedda Hopper. El show duró hasta 1951 e hizo de Hopper una poderosa figura en la farándula hollywoodense.
- 1941: en el marco de la Segunda Guerra Mundial, el líder soviético Iósif Stalin se dirige al pueblo de la Unión Soviética por segunda vez en sus veinte años de gobierno. Declara que aunque murieron 0,35 millones de soldados en los ataques alemanes, los nazis perdieron 4,5 millones de soldados (una exageración) y que la victoria soviética está cerca.
- 1947: en los Estados Unidos comienza el programa de televisión Meet the press (tendría una presentación semanal hasta el 12 de septiembre de 1948).
- 1950: en Nicaragua se promulga una nueva constitución.
- 1951: en el Policlínico de Avellaneda, Eva Perón es operada debido al cáncer que padecía. La intervención la realizó el Dr. Ricardo Finochietto, hermano del prestigioso cirujano Enrique Finochietto.
- 1955: en Marruecos, Mohamed V vuelve al trono tras su exilio decretado por los invasores franceses.
- 1955: en el Stadio Arturo Collana, de Nápoles, Italia se originan disturbios al final del partido de Fútbol Napoli vs Bologna que deja como saldo 150 muertos.
- 1956: en los Estados Unidos, el candidato republicano Dwight D. Eisenhower es reelegido presidente tras derrotar al demócrata Adlai E. Stevenson.
- 1957: en Francia, Félix Gaillard es nombrado primer ministro.
- 1962: en Estados Unidos (país donde hubo racismo hasta 1965), la Asamblea General de las Naciones Unidas presenta una resolución condenando el apartheid en Sudáfrica y pide a todos los Estados miembros que bloqueen toda relación económica y militar con esa nación.
- 1963: en Vietnam, en el marco de la guerra de Vietnam, después del golpe de Estado y asesinato del presidente Ngo Dinh Diem el 1 de noviembre, el general golpista Duong Van Minh toma el Gobierno de Vietnam del Sur.
- 1965: Cuba y Estados Unidos acuerdan formalmente la emigración de unos 3000 cubanos por mes. Para 1971, un cuarto de millón de cubanos habían aprovechado este programa Freedom Flights.
- 1968: Primer avión de construcción argentina que sobrevuela la Antártida. El biturbohélice IA-50 Guaraní II, matrícula TX-110, del Centro de Ensayos en Vuelo de la Fábrica Militar de Aviones, despega de Río Gallegos y sobrevuela la isla Decepción. Tripulación: comandante Roberto Starc, piloto; capitán José Benjamín Videla, primer piloto; comandante Héctor Eduardo Ruiz, ingeniero de a bordo; y capitán Ramón Campos, navegador.
- 1971: en la isla Amchitka (islas Aleutianas), la Comisión de Energía Atómica de Estados Unidos detona Cannikin, la bomba de hidrógeno subterránea más grande del mundo.
- 1975: en Marruecos comienza la Marcha Verde: 350 000 marroquíes desarmados se unen en la ciudad de Tarfaya, en el sur, y esperan una señal del rey Hassan II para cruzar al Sahara español para forzar la retirada de las tropas  españolas.
- 1975: en Londres, la banda punk Sex Pistols tocan su primer concierto en la Escuela de Artes St. Martin.
- 1977: en Georgia (Estados Unidos) cae la represa Kelly Barnes causando la muerte de 39 personas.
- 1977: en San Francisco (California) se festeja el Día del Grass, una fumata por la legalización de la marihuana.
- 1983: en Turquía, el Partido de la Madre Patria gana las elecciones generales, con el 45 % de los votos.
- 1984: en Nicaragua, el FSLN gana las elecciones presidenciales.
- 1984: en los Estados Unidos, Ronald Reagan es reelegido presidente al derrotar a Walter Mondale.
- 1985: en Colombia, 35 guerrilleros del M-19 atacan el Palacio de Justicia de Bogotá tomando como rehenes a 400 personas (entre ellas los 11 jueces de la Corte Suprema de Justicia). Por orden del Gobierno, el Ejército colombiano retoma el control del edificio tras una fallida negociación. Mueren asesinados a manos de los subversivos y en medio del fuego cruzado 115 personas (incluidos los 11 jueces, más de 70 rehenes y casi todos los guerrilleros).
- 1985: en la Unión Europea, los ministros del exterior de 18 países europeos firman la carta Eureka sobre tecnología punta en favor de la paz.
- 1985: en Portugal, asume el primer ministro Aníbal Cavaco Silva.
- 1986: en los Estados Unidos, la prensa desvela que el presidente Ronald Reagan autorizó el suministro de armas a Irán, en lo que se dio en llamar el escándalo Irangate (juego de palabras para relacionarlo con el caso Watergate, que sirvió para la renuncia del presidente Richard Nixon).
- 1987: en Japón Noburu Takeshita es nombrado primer ministro por el Parlamento, tras dimitir Yasuhiro Nakasone.
- 1987: en Guanajuato (México), el presidente español Felipe González, inaugura el Museo del Quijote.
- 1988: un terremoto en Yunnam (al sudoeste de China) causa 730 muertos, 4014 heridos y cuantiosas pérdidas materiales.
- 1988: en Francia se realiza un referéndum sobre los acuerdos de Matignon.
- 1988: en Reino Unido, el exbeatle Ringo Starr entra en un centro de rehabilitación para el alcohol.
- 1989: en los Estados Unidos, Kitty Dukakis, esposa del candidato presidencial y gobernador de Massachusetts Michael Dukakis, es hospitalizada por beber alcohol de masajes.
- 1990: Hungría entra en el Consejo de Europa.
- 1991: en Rusia se cierra oficialmente la KGB.
- 1992: en Ecuador se funda el canal de televisión CRE Televisión, primer canal de televisión de ese país en tener 2 bandas de frecuencias VHF y UHF.
- 1993: en Nueva York (Estados Unidos), Federico Mayor Zaragoza es reelegido para un nuevo mandato como director de la UNESCO.
- 1994: en Tayikistán es aprobada en referéndum popular la primera constitución postsoviética y elegido presidente Imamali Raymonov.
- 1996: Croacia entra en la Unión Europea.
- 1996: en México, el papa Juan Pablo II inaugura la Eparquía de Nuestra Señora de los Mártires del Líbano en México.
- 1997: en la ciudad de Badajoz (España), durante la madrugada, las intensas lluvias provocan una riada que mata a más de 20 personas. El país entero se vuelca con la ciudad y se inicia la reconstrucción de las zonas devastadas.
- 1998: en España, el Gobierno cursa a las autoridades británicas la petición de extradición del exgobernante chileno Augusto Pinochet, a demanda del juez de la Audiencia Nacional Baltasar Garzón.
- 1998: en La Habana se inaugura el Museo Nacional de la Danza, bajo la idea de la bailarina Alicia Alonso.
- 1999: en Australia, en un referéndum, los australianos aceptan mantener a la reina de Inglaterra como su jefa de estado.
- 2001: en Bélgica, la aerolínea nacional Sabena se declara en bancarrota.
- 2001: en los Estados Unidos, el multimillonario republicano Michael Bloomberg es elegido alcalde de Nueva York.
- 2001: en Irlanda del Norte, David Trimble es reelegido primer ministro.
- 2002: en Venezuela, los almirantes Héctor Ramírez, Daniel Comisso y José Noriega, vinculados al golpe de Estado del 11 de abril contra el presidente constitucional Hugo Chávez, no reconocen la decisión de la Armada de darles de baja.
- 2002: en Francia, un incendio en el tren París-Viena causa la muerte de 12 personas.
- 2002: en los Estados Unidos, Winona Ryder es declarada culpable de robar objetos por el valor de 5500 dólares estadounidenses de una boutique de Nueva York.
- 2004: en Inglaterra, un tren expreso choca con un auto estacionado cerca del pueblo de Ufton Nervet, dejando 6 muertos y 150 heridos.[1]
- 2004: en los Estados Unidos, las Naciones Unidas convocan una reunión de urgencia del Consejo de Seguridad con respecto a la guerra civil en Costa de Marfil.
- 2005: el expresidente peruano Alberto Fujimori llega a Santiago de Chile desde Tokio, a bordo de un vuelo privado, acabando con su exilio japonés.
- 2005: en los Estados Unidos, el tornado Evansville mata a 22 personas en Indiana y Kentucky.
- 2005: en Birmania, la junta militar muda sus ministerios desde Rangún a Pyinmana.
- 2006: en Nairobi (Kenia) se inaugura la XII Cumbre Mundial del Clima.
- 2011: en Guatemala se realiza la segunda vuelta de las elecciones generales.
- 2012: en Estados Unidos el demócrata Barack Obama es reelegido presidente al derrotar al republicano Mitt Romney.
- 2015: lanzamiento del primer juego de la saga Yo-Kai Watch para Nintendo 3DS.

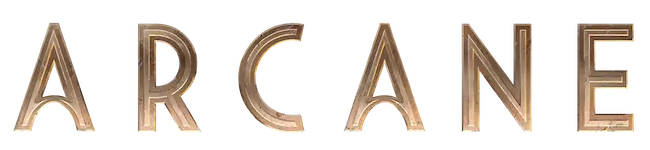
Estreno de Arcane, la obra animada de Netflix / Riot.

- 2019: Terry Bogard se une al combate en Super Smash Bros Ultimate siendo el primer personaje de SNK en la saga.
- 2020: en Argentina, el presidente Alberto Fernández, anunció el final de la cuarentena denominada "ASPO" en marco de la pandemia mundial de COVID-19.
- 2021: en Netflix se estrenó mundialmente la serie Arcane, inspirada en el universo del videojuego League of Legends y considerada una obra maestra de la animación y una de las mejores series del 2021.
- 2022: Racing Club, se consagró campeón del Trofeo de Campeones tras derrotar a Boca Juniors.

## Nacimientos
- 1391: Edmundo de Mortimer, político inglés (f. 1425).
- 1479: Juana I de Castilla, reina titular de Castilla, Aragón y Navarra, esposa del rey Felipe I (f. 1555).
- 1494: Solimán I el Magnífico, militar turco otomano, sultán desde 1520 (f. 1566).
- 1510: John Caius, físico inglés (f. 1573).

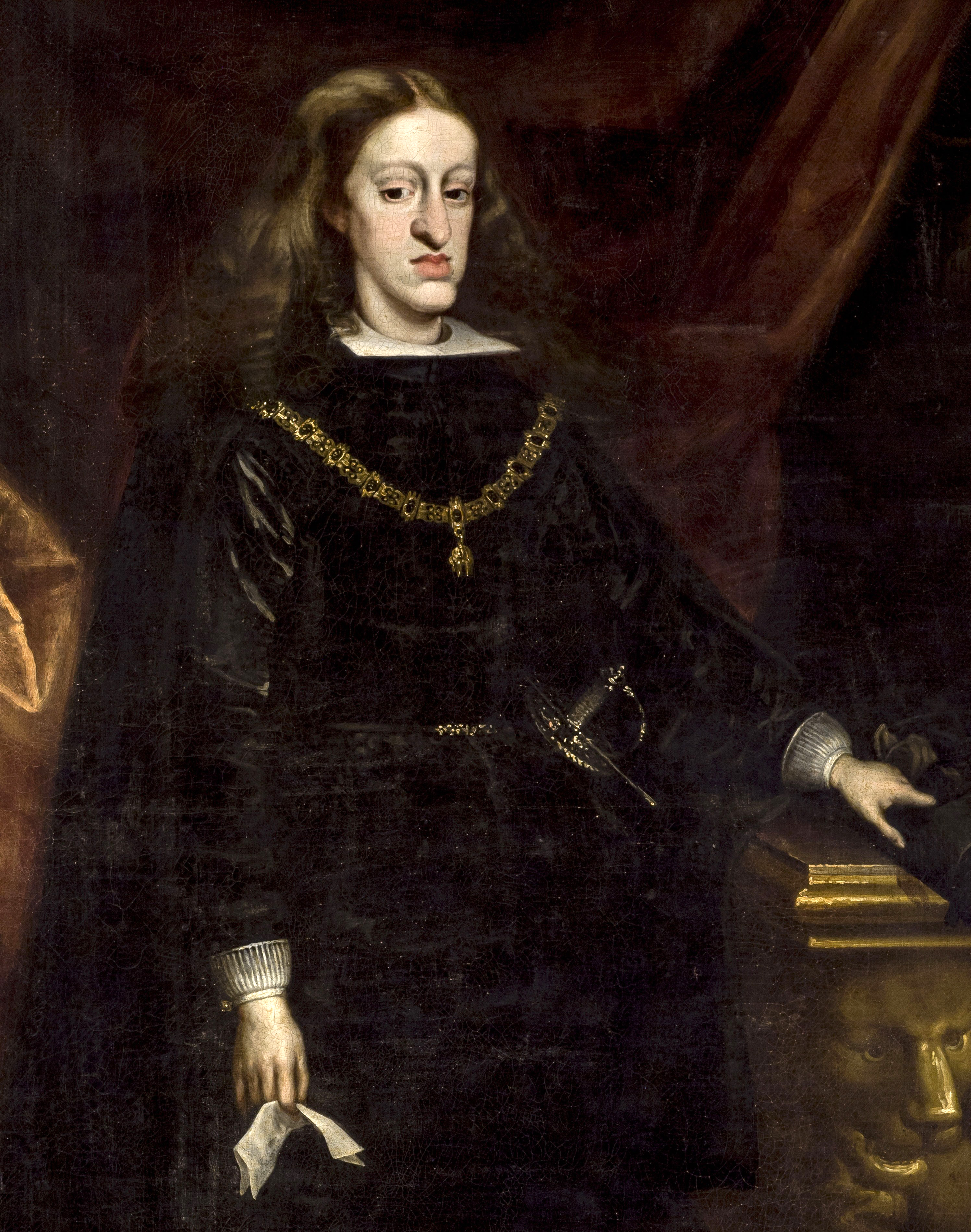
Carlos II de España.

- 1661: Carlos II de España, último rey de la dinastía Habsburgo (f. 1700).
- 1671: Colley Cibber, actor, poeta y dramaturgo inglés (f. 1757).
- 1692: Louis Racine, poeta francés (f. 1763).
- 1711: Andrés Piquer, médico y filósofo español (f. 1772).
- 1753: Míjail Kozlovsky, escultor ruso (f. 1802).
- 1753: Jean-Baptiste Breval, compositor francés (f. 1823).
- 1757: Louis Abel Beffroy de Reigný, dramaturgo y periodista francés.
- 1771: Aloys Senefelder, ingeniero austriaco, inventor de la litografía (f. 1834).
- 1776: Antonio Baraya, fue un militar colombiano. Fue el primer militar granadino que comenzó la guerra de la independencia en 1810 (f. 1816).
- 1794: Aimable Pelissier, general y estadista francés (f. 1864).
- 1800: August Eduard Grell, compositor alemán.
- 1804: Severo de Mendonça, político y militar portugués (f. 1875).
- 1807: Charles Antoniewicz, jesuita y misionero polaco.
- 1807: Leopoldo Río de la Loza, médico mexicano (f. 1876), fundador de la Escuela de Ciencias Químicas.
- 1807: Leonardo Alenza, pintor español  (f. 1845).
- 1814: Adolphe Sax, lutier belga, inventor del saxofón (f. 1894).
- 1825: Charles Garnier, arquitecto francés (f. 1898).
- 1832: Severo Catalina del Amo, político y escritor español (f. 1871).
- 1833: Jonas Lie, escritor noruego (f. 1928).
- 1835: Cesare Lombroso (Ezechia Marco Lombroso), médico y criminólogo pseudocientífico italiano (f. 1909).
- 1836: Francis Abbott, filósofo estadounidense.
- 1841: Nelson W. Aldrich, senador estadounidense por Rhode Island (f. 1915).

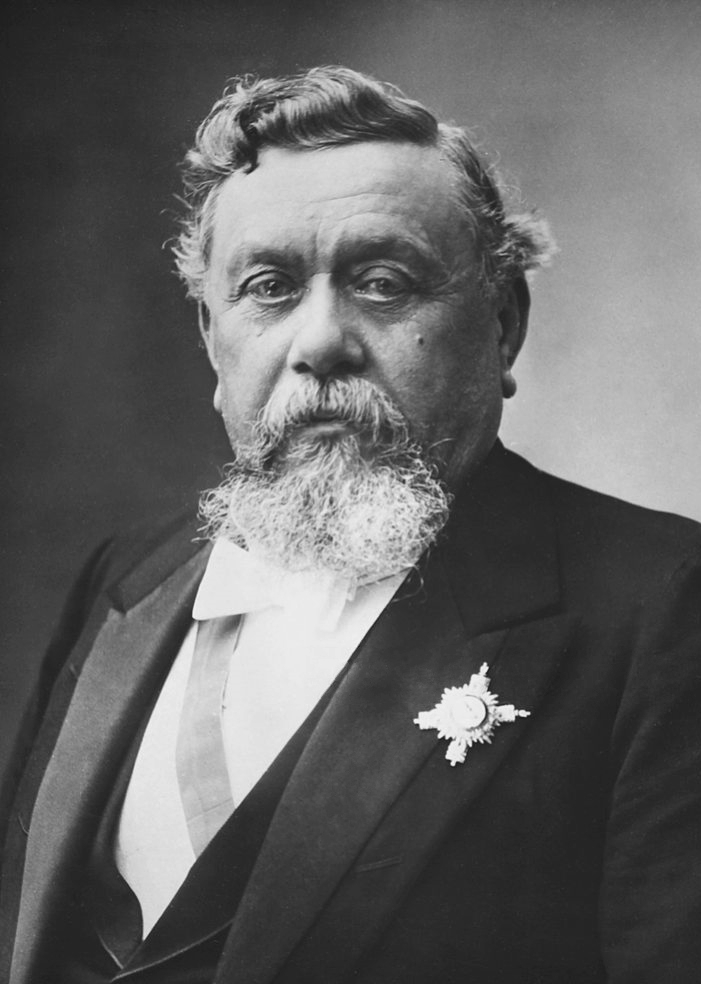
Armand Fallières.

- 1841: Armand Fallières, político francés, presidente de Francia entre 1906 y 1913 (f. 1931).
- 1851: Charles Henry Dow, periodista y economista estadounidense (f. 1902).
- 1854: John Philip Sousa, compositor estadounidense (f. 1932).
- 1855: Ezra Seymour Gosney, filántropo y eugenicista estadounidense (f. 1942).
- 1856: Nicolás Nikolayevich Romanov, general ruso (f. 1929).
- 1857: Juan Nicolás Dávalos Betancourt, bacteriólogo cubano.
- 1860: Ignacy Jan Paderewski, pianista, compositor y presidente polaco (f. 1941).
- 1861: James Naismith, pedagogo canadiense inventor del básquetbol (f. 1939).
- 1865: William Boog Leishman, médico británico.
- 1867: Domingo Ramos Enríquez, pintor cubano.
- 1878: Kurt Goldstein, antifascista alemán (f. 1965).
- 1880: Robert Musil, novelista austriaco (f. 1942).
- 1881: Thomas H. Ince, cineasta y productor estadounidense (f. 1924).
- 1882:  Feng Yuxiang, caudillo militar y político republicano chino (f. 1948).
- 1886: Zhu De, político chino (f. 1976).
- 1886: Ida Barney, astrónoma estadounidense (f. 1982).
- 1887: Walter Johnson, beisbolista estadounidense (f. 1946).
- 1887: Cesáreo L. Berisso, aviador uruguayo (f. 1971).
- 1891: José Miguel de la Quadra-Salcedo, arquitecto español (f. 1952).
- 1892: Sir John Alcock, piloto británico (f. 1919).
- 1892: Harold Ross, editor estadounidense, del periódico The New Yorker (f. 1951).
- 1893: Edsel Ford, empresario estadounidense (f. 1943).
- 1905: Pedro Antonio Ríos Reyna, violinista, compositor, director de orquesta y promotor cultural venezolano (f. 1971).
- 1906: Emma Lehmer, matemática estadounidense, de origen ruso (f. 2007).
- 1907: Rafael Zabaleta, pintor español (f. 1960).
- 1908: Françoise Dolto, pediatra y psicoanalista francesa (f. 1988).
- 1910: Everett Claire Olson, zoólogo, paleontólogo y geólogo estadounidense (f. 1993).
- 1910: Miguel Reale, filósofo y jurista brasileño (f. 2006).
- 1910: Demetrio Vallejo, político mexicano (f. 1985).
- 1914: Jonathan Harris, actor de teatro y televisión estadounidense (f. 2002).
- 1916: Ray Conniff, director de orquesta y arreglista estadounidense (f. 2002).
- 1917: Sharaf Rashídov, político soviético (f. 1983).
- 1919: Sophia de Mello Breyner, poetisa y escritora portuguesa (f. 2004).
- 1919: Jaume Elías, futbolista español (f. 1977).
- 1921: James Jones, escritor estadounidense (f. 1977).
- 1923: Uriel García Cáceres, investigador, médico y político peruano.
- 1923: Pola Alonso, actriz argentina (f. 2004).
- 1925: Michel Bouquet, actor de teatro y cine francés (f. 2022).
- 1929: Juan Carlos Gené, actor y dramaturgo argentino (f. 2012).
- 1931: Peter Collins, piloto británico de Fórmula 1 (f. 1958).
- 1931: Mike Nichols, cineasta alemán (f. 2014).
- 1932: Stonewall Jackson, cantautor y guitarrista estadounidense de música country.
- 1932: François Englert, físico belga.
- 1933: Else Ackermann, política alemana.
- 1935: Mónica Cahen D'Anvers, periodista argentina.
- 1936: Emil Loteanu, cineasta, actor y escritor moldavo (f. 2003).
- 1936: Rafael Manzano, arquitecto español.
- 1937: Riah Abu-El-Assal, obispo anglicano palestino-israelí.
- 1937: Garry Gross, fotógrafo estadounidense (f. 2010).
- 1937: Isaac Wrzacki, actor y cantautor argentino (f. 2002).
- 1939: Carlos Emilio Morales, guitarrista cubano (f. 2014).
- 1939: Michael Schwerner, activista de derechos civiles estadounidense (f. 1964).
- 1940: Enrique Bernales, abogado constitucionalista y político peruano (f. 2018).
- 1940: Andrés Resino, actor español (f. 2011).
- 1940: Clara Janés, escritora, editora y traductora española.
- 1942: Ken Patera, halterófilo (levantador de pesas) estadounidense, hermano del jugador de fútbol americano Jack Patera.
- 1943: Roberto Telch, futbolista argentino (f. 2014).
- 1945: Odd Iversen, futbolista noruego (f. 2014).
- 1946: Sally Field, actriz estadounidense.
- 1947: George Young, músico y cantautor australiano, de la banda AC/DC (f. 2017).
- 1947: Edward Yang, cineasta taiwanés.
- 1948: Glenn Frey, músico y cantautor estadounidense, de la banda The Eagles (f. 2016).
- 1948: Robert Hübner, ajedrecista alemán.
- 1949: Brad Davis, actor estadounidense (f. 1991).
- 1949: Arturo Sandoval, trompetista cubano.
- 1951: Nigel Havers, actor británico.
- 1952: Michael Cunningham, escritor estadounidense.
- 1954: Karin Fossum, escritora noruega.
- 1954: Mango, cantante italiano (f. 2014).
- 1955: Paul Romer, economista estadounidense, premio nobel de economía en 2018.
- 1955: Maria Shriver, periodista estadounidense.
- 1957: Ciro Gomes, político brasileño.
- 1957: Lori Singer, actriz estadounidense.
- 1957: Wilber Varela, narcotraficante colombiano (f. 2008).
- 1958: Pedro Muñoz Machín, ciclista español.
- 1958: Hery Rajaonarimampianina, político malgache, presidente Madagascar entre 2014 y 2018.
- 1959: Nobuo Tobita, actor de voz japonés.
- 1959: Gustavo Nocetti, cantante de tangos uruguayo (f. 2002).
- 1960: Lance Kerwin, actor estadounidense de cine y televisión (f. 2023).
- 1961: Florent Pagny, cantante francés.
- 1963: Rozz Williams, músico estadounidense, de la banda Christian Death.
- 1963: Fabio Zambrana Marchetti, cantautor y músico boliviano, de la banda Azul Azul.
- 1964: Kerry Conran, cineasta estadounidense.
- 1964: Félix Sarriugarte, futbolista y entrenador español.
- 1965: Nora Briozzo, locutora argentina.
- 1965: Gabo Ferro, músico argentino de rock.
- 1965: Greg Graffin, cantante y compositor estadounidense, de la banda Bad Religion.
- 1965: Yayo Guridi, humorista, cantante, compositor, actor y economista argentino.
- 1966: Paul Gilbert, guitarrista y cantante estadounidense.

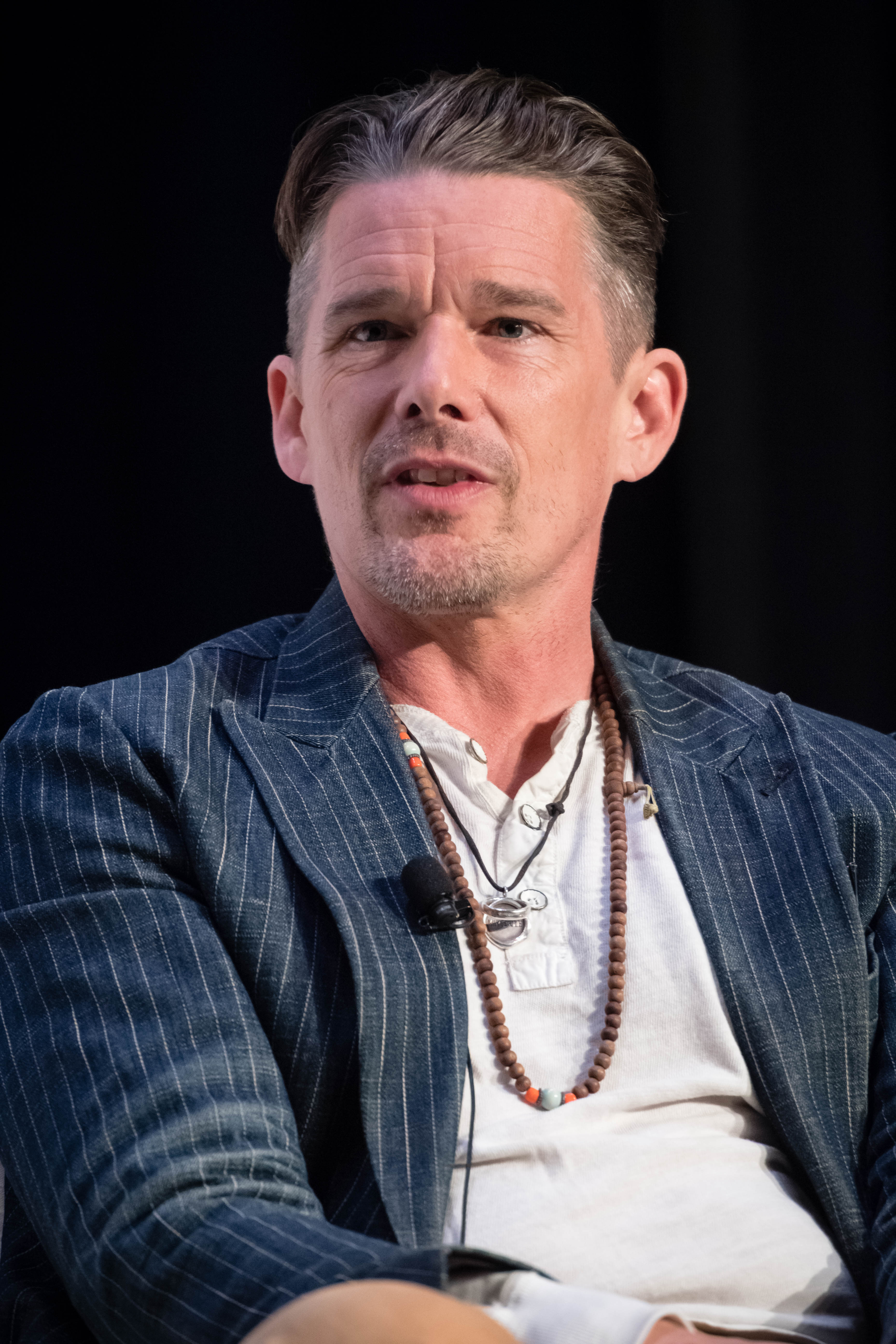
Ethan Hawke

- 1967: Massimo Ficcadenti, futbolista italiano.
- 1967: Fujiko Takimoto, seiyū japonesa.
- 1967: Rebecca Schaeffer, actriz estadounidense (f. 1989).
- 1970: Ethan Hawke, actor estadounidense.
- 1970: Leopoldo Laborde, director de cine y guionista mexicano.
- 1970: Femke Wolting, productora neerlandesa.
- 1972: Thandie Newton, actriz británica.
- 1972: Rebecca Romijn, actriz estadounidense.
- 1974: Frank Vandenbroucke, ciclista belga (f. 2009).
- 1975: Mayumi Shintani, actriz y seiyū japonesa.
- 1976: José Pablo Burtovoy, futbolista argentino.
- 1976: Mike Herrera, cantante y bajista estadounidense, de la banda MxPx.
- 1976: Pat Tillman, jugador estadounidense de fútbol americano (f. 2004).
- 1977: Pádraic Delaney, actor irlandés.
- 1978: Jolina Magdangal, presentadora de televisión, cantante y actriz filipina.
- 1979: Lamar Odom, baloncestista estadounidense.
- 1981: Jorge Achucarro, futbolista paraguayo.
- 1981: Cassie Bernall, estudiante estadounidense, víctima de la masacre de Columbine (f. 1999).
- 1981: Kaspars Gorkšs, futbolista letón.
- 1981: Mariano Uglessich, futbolista argentino.
- 1982: Oleksiy Gai, futbolista ucraniano.
- 1983: Ubay Luzardo, futbolista español.
- 1983: Francisca Almeida, política portuguesa.
- 1983: Jon Hume, músico australiano-neozelandés.
- 1983: Nicole Hosp, esquiadora austriaca.
- 1983: Gisela João, cantante portuguesa.
- 1983: Konstantinos Konstantinidis, taekwondista alemán de origen griego.
- 1983: Monica Mattos, actriz pornográfica brasileña.
- 1983: Sheryl Morgan, atleta jamaicana.
- 1983: Shōma Yamamoto, actor japonés.
- 1983: Jana Šmidáková, piragüista española.
- 1984: Stefano Guberti, futbolista italiano.
- 1984: Julián Kartun, actor argentino.
- 1984: Guillermo Santa Cruz, actor argentino.
- 1986: Bruno Urribarri, futbolista argentino.
- 1987: Ana Ivanović, tenista serbia.

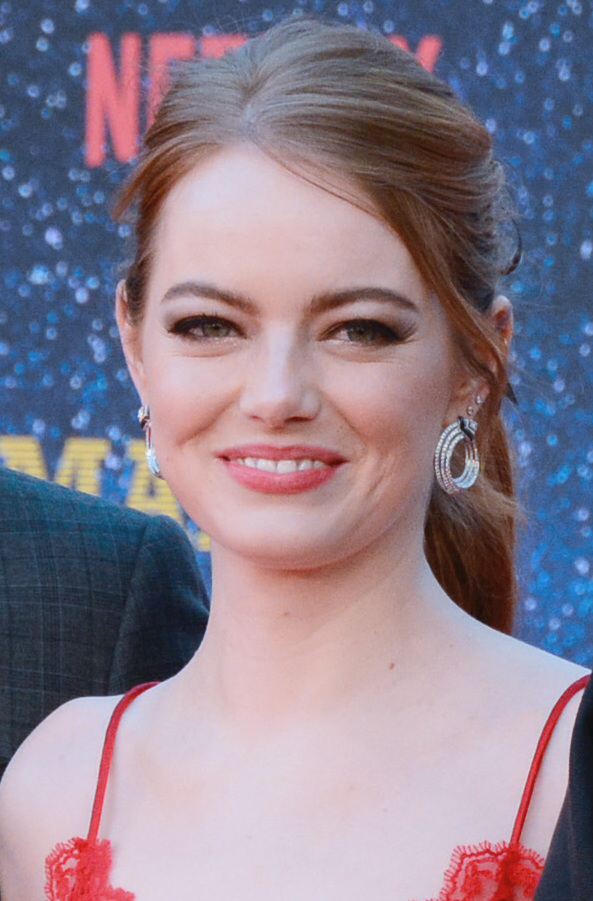
Emma Stone

- 1988: Alexandra Elbakyan, desarrolladora de software e informática kazaja.
- 1988: James Paxton, beisbolista canadiense.
- 1988: Emma Stone, actriz y cantante estadounidense.
- 1988: Conchita Wurst, cantante austriaco.
- 1989: Jozy Altidore, futbolista estadounidense.
- 1989: Jackie Sauza, actriz y exmodelo mexicana.
- 1990: Dorothea Barth Jörgensen, modelo sueca.
- 1990: Lelé, cantante, diseñadora y empresaria argentina.
- 1990: André Schürrle, futbolista alemán.
- 1991: Bjørn Johnsen, futbolista estadounidense.
- 1992: Alex Portillo, futbolista español.
- 1993: Fernanda Pinilla, futbolista chilena.
- 1995: Mama Baldé, futbolista bisauguineano.
- 1995: Diego Fernando Rodríguez, futbolista hondureño.
- 1995: André Silva, futbolista portugués.
- 1995: Jordan Williams, futbolista británico-galés.
- 1997: Hero Fiennes-Tiffin, actor y modelo británico.
- 1999: Arianna Caruso, futbolista italiana.
- 2009: Lee Go-eun, actriz infantil surcoreana.

## Fallecimientos
- 396: Xiaowu Di, emperador chino entre 372 y 396.
- 1003: Juan XVII, papa de la Iglesia católica en 1003 (n. ¿?).
- 1231: Tsuchimikado, emperador japonés entre 1198 y 1210 (n. 1196).
- 1406: Inocencio VII, papa católico entre 1404 y 1406 (n. 1336).
- 1632: Gustavo II Adolfo, rey sueco entre 1611 y 1632 (n. 1594).
- 1650: Guillermo II, aristócrata neerlandés (n. 1626).
- 1656: Juan IV, rey portugués entre 1640 y 1656 (n. 1604).
- 1672: Heinrich Schütz, compositor alemán (n. 1585).
- 1692: Gédéon Tallemant des Réaux, escritor francés (n. 1619).
- 1730: Hans Hermann von Katte, militar y aristócrata alemán (n. 1704).
- 1752: Ralph Erskine, ministro religioso británico (n. 1685).
- 1771: John Bevis, físico y astrónomo británico (n. 1695).
- 1790: James Bowdoin, político revolucionario estadounidense (n. 1726).
- 1816: Gobernador Morris, diplomático estadounidense (n. 1752).
- 1817: Carlota Augusta de Hannover, princesa británica (n. 1796).
- 1822: Claude Louis Berthollet, químico francés (n. 1748).
- 1836: Carlos X, rey francés entre 1824 y 1830 (n. 1757).
- 1872: George Gordon Meade, militar estadounidense (n. 1815).
- 1873: Francisco Maceo, militar cubano, mayor general del Ejército Libertador.
- 1876: Giacomo Antonelli, cardenal italiano (n. 1806).
- 1880: Estanislao del Campo, escritor argentino (n. 1834).
- 1888: Francisco María Tubino, periodista, político y arqueólogo español (n. 1833).
- 1890: Antonio Cortina Farinós, pintor español (n. 1841).
- 1892: Juana Manuela Gorriti, escritora, periodista y cocinera argentina (n. 1818).
- 1893: Piotr Ilich Chaikovski, compositor ruso (n. 1840).
- 1910: Giuseppe Cesare Abba, patriota y escritor italiano (n. 1838).
- 1912: Mykola Lysenko, compositor ucraniano (n. 1842).
- 1920: Arturo Soria, ingeniero y urbanista español (n. 1844).
- 1925: Khai Dinh, emperador vietnamita (n. 1885).
- 1929: Maximiliano de Baden, canciller alemán en 1918 (n. 1867).
- 1930: Adolf Wölfli, pintor suizo (n. 1864).
- 1936: Henry Bourne Joy, empresario automovilístico estadounidense (n. 1864).
- 1939: Adolf Brütt, escultor alemán (n. 1855).
- 1941: Joachim Gottschalk, actor alemán (n. 1904).
- 1941: Maurice Leblanc, escritor francés (n. 1864).
- 1959: José P. Laurel, presidente filipino entre 1943 y 1945 (n. 1881).
- 1959: Juan Carlos Dávalos, poeta y escritor argentino (n. 1887).
- 1960: Erich Raeder, almirante alemán (n. 1876).
- 1963: Pérola Byington, filántropa y activista social brasileña (n. 1879).
- 1964: Hans von Euler-Chelpin, químico sueco de origen alemán, premio nobel de química en 1929 (n. 1863).
- 1964: Hugo Koblet, ciclista suizo (n. 1925).
- 1964: Anita Malfatti, pintora modernista brasileña (n. 1889).
- 1965: Edgard Varèse, compositor franco-estadounidense (n. 1883).
- 1965: Clarence Williams, músico estadounidense de jazz (n. 1898).
- 1968: Charles Munch, director de orquesta y violinista francés (n. 1891).
- 1970: Agustín Lara, compositor, cantautor y poeta mexicano (n. 1897).
- 1978: Harry Bertoia, artista y diseñador italiano (n. 1915).
- 1978: Henri Suter, ciclista suizo (n. 1899).
- 1984: Gastón Suárez, dramaturgo y escritor boliviano (n. 1929).
- 1984: José Antonio Coderch, arquitecto español (n. 1913).
- 1985: Aquiles Lanza, político uruguayo (n. 1924).
- 1986: Elisabeth Grümmer, soprano alemana (n. 1911).
- 1986: Lili Kraus, pianista clásica húngara (n. 1903).
- 1987: Jean Rivier, compositor francés (n. 1896).
- 1989: Yusaku Matsuda, actor japonés (n. 1949).
- 1991: Gene Tierney, actriz estadounidense (n. 1920).
- 1996: Mario Savio, activista estadounidense (n. 1942).
- 1997: María de Lourdes, cantante mexicana (n. 1939).
- 1998: Niklas Luhmann, sociólogo alemán (n. 1927).
- 1998: Johfra Bosschart, pintor neerlandés (n. 1919).
- 1999: José María Caffarel, actor español (n. 1919).
- 2000: L. Sprague de Camp, escritor estadounidense de ciencia ficción (n. 1907).
- 2001: Anthony Shaffer, dramaturgo británico (n. 1926).
- 2003: Pit Krüger, actor alemán (n. 1934).
- 2003: Hendrika Rie Mastenbroek, nadadora neerlandesa (n. 1919).
- 2003: Eduardo Palomo, cantante y actor mexicano (n. 1962).
- 2004: Johnny Warren, rugbista australiano (n. 1943).
- 2005: Minako Honda, cantante y actriz musical japonesa (n. 1967).
- 2006: Miguel Aceves Mejía, actor y cantante mexicano (n. 1915).
- 2006: Paquito Fernández Ochoa, esquiador español (n. 1950).
- 2006: Mara Goyanes, actriz española (n. 1942).
- 2009: Manuel Solís Palma, político panameño, presidente de Panamá entre 1988 y 1989 (n. 1917).
- 2010: Jo Myong-Rok, militar y político norcoreano (n. 1928).
- 2012: Clive Dunn, actor británico (n. 1920).
- 2013: Roberto Zárate, futbolista argentino (n. 1932).
- 2013: Victoria Sau, escritora, psicóloga y feminista española (n. 1930).
- 2014: Orlando Cantuarias, abogado y político chileno (n. 1929).
- 2015: José Ángel Espinoza, cantautor y actor mexicano (n. 1919).
- 2016: Zoltán Kocsis, pianista húngaro (n. 1952).
- 2017: Jaime Llano González, compositor y músico colombiano (n. 1932).
- 2019: Jan Stráský, político y banquero checo, primer ministro de Checoslovaquia en 1992 (n. 1940).
- 2020: Pino Solanas, director de cine, guionista y político argentino (n. 1936).
- 2020: King Von, rapero y compositor estadounidense (n. 1994).
- 2022: Edward C. Prescott, economista estadounidense, premio Nobel de Economía en 2004 (n. 1940).
- 2023: Iván Cruz, cantante peruano (n. 1946).

## Celebraciones
- Día Internacional para la Prevención de la Explotación del Medio Ambiente en la Guerra y los Conflictos Armados.

- Día contra el Paludismo en las Américas. Se recuerda la fecha en que Charles Louis Alphonse Laveran observó, por primera vez en el año 1880, la presencia de parásitos de paludismo en la sangre de pacientes con síntomas febriles.

- Día Mundial del Saxofón.[2] Se celebra el natalicio del creador del saxofón Adolphe Sax, un músico y fabricante de instrumentos belga, que nació un 6 de noviembre de 1814.

- Día Mundial de la Sensualidad.

 Por países
(Por orden alfabético)
- Argentina:
  - Día del Trabajador Bancario.[3] En honor a la fundación de la Asociación Bancaria en 1924, sindicato clave en la defensa de los derechos de los empleados del sector.
  - Día Nacional del Comercio.[4]
  - Día de los Parques Nacionales, en honor al Perito Moreno.[5]

- España:
  - Cataluña:
    - Universidad Autónoma de Barcelona: Fiesta Mayor de la UAB.[6]

- Finlandia:
  - Día oficial de la Bandera.[7]
  - Día de la Herencia Sueca.[8]

- Marruecos: 
  - aniversario del inicio del plan gubernamental conocido como "Marcha Verde".

- República Dominicana: 
  - Día de la Constitución.[9] Se celebra la promulgación de la constitución del país el 6 de noviembre de 1844.

- Suecia: 
  - Conmemoración del fallecimiento del Rey Gustavo II Adolfo.
  - Día de la Bandera.

- Tayikistán: 
  - Día de la Constitución (1994).

### Santoral católico

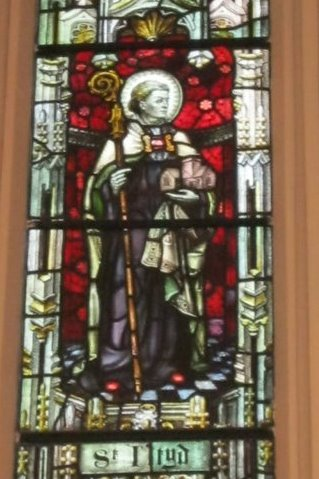
San Iltuto representado en Gales en un vitral de la iglesia de la Santísima Trinidad (Abergavenny).

- San Félix de Toniza (s. IV), mártir.[10]
- San Pablo de Constantinopla (f. 350), obispo y mártir.
- San Melanio de Rennes (f. 511), obispo.
- San Iltuto de Gales (f. 511), abad.
- San Leonardo de Noblac (f. 559), ermitaño.
- San Calinizo de Jerusalén y compañeros (f. 638), mártires.
- San Severo de Barcelona (f. 633), obispo.
- San Protasio de Lausanne (s. VII), obispo.
- San Winoco de Taruanense (f. 717), prior.
- San Esteban de Apt (f. 1046), obispo.
- San Teobaldo de Le Dorat (f. 1070), presbítero.
- Beata Cristina de Stommeln (f. 1321), virgen.